# 久米又三
久米 又三（くめ またぞう 1899年10月21日 - 1976年5月9日）は、日本の生物学者。教育者。

## 経歴
1899年、兵庫県神戸市に生まれる。1924年、東京帝国大学理学部動物学科で動物発生学を専攻して卒業後、東京女子高等師範学校を経てお茶の水女子大学教授、同大学付属図書館長、理学部長を経て1960年から1965年までお茶の水女子大学の学長を務めた。学長時代には大学院の設置に尽力した。
学外では、大学基準等研究協議会、大学設置審議会、公立大学調査委員会の各委員を務めた。
1976年5月9日、肺線維症のため聖路加国際病院で死去。76歳。墓所は台東区寛永寺。

## 著書
- 『鶏の発生図説』成美堂、1939年
- 『無脊椎動物発生学』（團勝磨との共著）培風館、1958年
- 『脊椎動物発生学』培風館、1966年
- 『生物実験図鑑』（監修）講談社、1969年